# Kus'veem
Il Kus'veem (in russo  Кусьвеем?) è un fiume dell'Estremo Oriente russo affluente destro del  Pegtymel'. Scorre nel rajon Iul'tinskij del Circondario autonomo della Čukotka.
Il fiume ha origine sulle pendici settentrionali dei monti Ėmyl'kavran a un'altitudine di circa 600 metri sul livello del mare e scorre in direzione dapprima settentrionale, poi gira a ovest attraversando una tundra paludosa. La sua lunghezza è di 143 km, l'area del bacino è di 2 220 km². Confluisce da destra nel Pegtymel' a 74 km dalla foce. Non ci sono insediamenti lungo il corso del fiume.